# Carex rutenbergiana
Carex rutenbergiana är en halvgräsart som beskrevs av Johann Otto Boeckeler. Carex rutenbergiana ingår i släktet starrar, och familjen halvgräs. Inga underarter finns listade i Catalogue of Life.